# Сайкин, Валерий Тимофеевич
Вале́рий Тимофе́евич Са́йкин (3 августа 1937, Москва — 8 июня 2024, Москва) — советский и российский партийный государственный и политический деятель, генеральный директор автомобильного завода ЗИЛ (1982—1986, 1992—1995), председатель Мосгорисполкома (1986—1990), депутат Государственной думы III созыва (1999—2003). Двукратный победитель первенств СССР по классической борьбе.

## Биография
Родился в московской деревне Кожухово в многодетной семье рабочего, русский. Младший из 6 детей. Отец был мобилизован в Красную Армию в первые дни войны и погиб на фронте в конце 1941 года.
После окончания школы-семилетки № 509 в 1952 году поступил в Московский автомеханический техникум (МАМТ). Занимался классической борьбой в спортивной секции ДСО «Торпедо». Окончив в 1956 году техникум, был призван на срочную службу в армию, однако ДСО «Торпедо» оставило его защищать честь завода на ковре борцов. Двукратный чемпион СССР по классической борьбе (среди юношей).
Тогда же поступил на автозавод им. Лихачёва (ЗИЛ) формовщиком-заливщиком литейного цеха.
Впоследствии работал мастером участка точного литья, инженером-технологом, старшим инженером-технологом литейного цеха, заместителем начальника цеха, начальником технической части корпуса серого чугуна, а затем главным металлургом. В 1964 году без отрыва от производства окончил Всесоюзный заочный машиностроительный институт (ВЗМИ) по специальности «машины и технология литейного производства». В 1966 году вступил в КПСС.
13 июля 1971 года ЗИЛ стал Производственным Объединением (ПО ЗИЛ), в состав которого вошли 17 заводов. В том же году В. Сайкин был назначен заместителем главного инженера ПО «ЗИЛ» по металлургическому производству.
Разрабатывал новые технологических процессы. 10 его работ впоследствии были признаны изобретениями и защищены авторскими свидетельствами. За разработку технологии выплавки литейных передельных чугунов получил звание лауреата Государственной премии СССР.
С 1981 года — первый заместитель генерального директора, а в 1982—1986 годы — генеральный директор ПО «ЗИЛ».
Депутат Верховного Совета СССР (1984-1989).
3 января 1986 года по инициативе первого секретаря Московского горкома КПСС Б. Н. Ельцина , посетившего ПО «ЗИЛ», избран председателем Исполкома Московского городского Совета народных депутатов.
Член ЦК КПСС в 1986—1990 годах.
13 апреля 1990 года назначен заместителем председателя Совета Министров РСФСР. Однако работал в этой должности лишь 3 месяца. С августа 1990 года по апрель 1991 года — первый заместитель председателя Бюро Совета Министров СССР по машиностроению.
В апреле 1991 года назначен заместителем председателя Государственного комитета СССР по машиностроению.
12 июня 1991 года баллотировался на должность мэра Москвы. Выборы проиграл, заняв среди кандидатов на этот пост второе место (16,3 %), уступив победу Гавриилу Попову (65,3 %).
На должности заместителя председателя Государственного комитета СССР по машиностроению успел поработать всего несколько месяцев, до августа, когда в стране произошёл путч.
Осенью 1991 года возвратился на «ЗИЛ» главным инженером. 1992—1995 — генеральный директор, затем — президент АО «АМО-ЗИЛ».
С 1996 по 1999 — председатель Комитета по делам о несостоятельности (банкротстве) Правительства Москвы (директор территориального агентства по г. Москве Федеральной службы России по финансовому оздоровлению и банкротству).
Депутат Государственной думы РФ 3 созыва от КПРФ в 1999—2003 годах. В 2005 году баллотировался в Московскую Городскую думу по списку КПРФ, избран не был.
Вице-президент общественной организации Российская Академия транспорта (РАТ), академик РАТ.
В последние годы жизни являлся членом бюро Московского городского комитета КПРФ.
Скончался 8 июня 2024 года на 87-м году жизни. Похоронен на Троекуровском кладбище.

### Награды
Награждён российскими орденами:
- Почёта (2007)[14]
- Дружбы народов (1993)[15],

советскими орденами:
- Ленина (1986),
- Октябрьской Революции (1981),
- Трудового Красного Знамени (1971),

медалями: 
- «В память 850-летия Москвы»,
- «За трудовое отличие» (1971),
- «За доблестный труд. В ознаменование 100-летия со дня рождения Владимира Ильича Ленина» (1970);

Заслуженный машиностроитель Российской Федерации (1997).